# Maruševec
Maruševec est un village et une municipalité située dans le comitat de Varaždin, en Croatie. Au recensement de 2001, la municipalité comptait 6 757 habitants, dont 99,16 % de Croates et le village seul comptait 550 habitants.

## Localités
La municipalité de Maruševec compte 16 localités :
| - Bikovec - Biljevec - Brodarevec - Cerje Nebojse - Čalinec - Donje Ladanje - Druškovec - Greda | - Jurketinec - Kapelec - Korenjak - Koretinec - Koškovec - Maruševec - Novaki - Selnik |

## Personnalités
- Ivan Kukuljević Sakcinski, historien et homme politique